# 300 mots d'allemand
Pour plus de détails, voir Fiche technique et Distribution.
300 mots d'allemand (en allemand : 300 Worte Deutsch) est une comédie allemande écrite et réalisée par Züli Aladağ et sortie en 2013.

## Synopsis
Un groupe de femmes turques arrive en Allemagne afin de se marier avec un homme qu'elles ne connaissent pas. Mais pour rester dans leur nouveau pays, elles doivent passer un examen linguistique où la connaissance de 300 mots d'allemand est requise.

## Fiche technique
- Titre original : 300 Worte Deutsch
- Titre français : 300 mots d'allemand
- Réalisation : Züli Aladağ
- Scénario : Züli Aladağ, Ali Samadi Ahadi, Arne Nolting, Gabriela Sperl[1]
- Photographie : Kolja Brandt
- Montage :
- Musique : Michael Kadelbach, Christopher Bremus[1]
- Sociétés de production : Sperl Productions, ZDF, ARTE, Telepool
- Pays d'origine :  Allemagne
- Langue originale : allemand
- Format : couleur
- Genre : Comédie
- Durée : 90 minutes
- Dates de sortie :
  - Allemagne : 29 juin 2013 (festival du film de Munich)
  - Allemagne : 5 février 2015

## Distribution
- Pegah Ferydoni : Lale Demirkan
- Christoph Maria Herbst : Ludwig Sarheimer
- Vedat Erincin : Hodscha Demirkan
- Christoph Letkowski : Marc Rehmann
- Semih Yavsaner : Kenan
- Beste Bereket : Fatma
- Navid Navid : Cem (comme Navid Akhavan)
- Pelin Öztekin : Nuran
- Aykut Kayacik : Emre
- Almila Bagriacik : Arzu
- Nursel Köse : tante Damla
- Züli Aladag : Murat / journaliste
- Arzu Bazman : Daisy
- Mohammad-Ali Behboudi : le père de Cems
- Lilay Huser : la mère de Cems
- Kida Khodr Ramadan : Yücel
- Özay Fecht : Yücels Mutter
- Nadja Uhl : Connie
- Günther Beckstein : lui-même (images d'archive)
- Angela Merkel : elle-même (images d'archive)
- Christian Wulff : lui-même (images d'archive)

## Production
Le film a été tourné à Cologne.